# Castanopsis tribuloides
Castanopsis tribuloides är en bokväxtart som först beskrevs av James Edward Smith, och fick sitt nu gällande namn av A.Dc. Castanopsis tribuloides ingår i släktet Castanopsis och familjen bokväxter. Inga underarter finns listade.